# 신국대장공주
신국대장공주 조씨(申國大長公主 趙氏, ? ~ ?)는 송 태조(조광윤)의 딸이다. 본명·배항(排行, 형제자매의 순서) 및 생모는 알 수 없다.

## 행적
출생연도와 생애 및 정확한 시기는 알 수 없으나, 일찍 죽었다. 휘종 때인 원부 3년(1100년) 3월, 신국대장공주(申國大長公主)에 추봉되었다.
정화 3년(1113년), 휘종은 기존의 공주에서 제희(帝姬)로 명칭과 봉호를 일괄적으로 변경하였다. 이에 따라 신국대장공주는 이듬해인 정화 4년(1114년) 12월에 안혜대장제희(安惠大長帝姬)로 다시 추봉되었다.

### 참조주
1. 1 2  토크토아 외, 《송사》 권248 열전 제7 공주
2. 1 2  서송, 《송회요집고(宋會要輯稿)》 제4책 제계(帝系)8 공주, 민국 25년(1936) 국립북평도서관(國立北平圖書館) 영인본 《송회요집고》 004.제4책 제계(帝系)7~8, 78/183.
3. ↑  토크토아 외, 《송사》 권115 지(志) 제68 예지(禮志)18 가례(嘉禮)6